# Julio Guastavino
Julio Guastavino (Soriano, 23 de diciembre de 1952)es un abogado y político uruguayo perteneciente al Frente Amplio. Fue uno de los candidatos de su partido para la Intendencia de Soriano en las elecciones de 2010 y 2019 también fue candidato a Diputado en 2014   
Es conocido x su gran desempeño como abogado y político,también x su carisma inigualable y sensibilidad ante injusticias   

## Julio César Guastavino Aguiar Biografía
En 1990 fue uno de los fundadores del grupo "Vivir en Salud", junto a un grupo de jóvenes adictos que pasaron por el sistema penal, realizando talleres en todo el departamento de Soriano en conjunto con Médicos, Sicólogos y Técnicos en Educación.
En 1995 es electo vicepresidente del Colegio de Abogados de Soriano, y en 1997 fue elegido Presidente del mismo.
Entre los años 1998 y 2007 se desempeñó como Profesor facilitador en la Universidad UNI-3 de Mercedes. También se desempeñó en tareas como Asistente y colaborador permanente en la Dirección Departamental de Salud de Soriano.
Se especializa como consultor en temas jurídicos relacionados con Derechos del Niño; Violencia Doméstica; Derecho Penal; DDHH; Drogas; Sistema Penitenciario y otros.
En el 2003 fue elegido presidente de la Asociación de Defensores de Oficio del Uruguay.
Guastavino ha viajado en diversas ocasiones a Friburgo, Suiza, en donde se vinculó con el ámbito político progresista de Francia y España, donde ha obtenido información acerca de gobiernos municipales modernos de corte socialista.
Al igual que en los comicios de 2005, fue uno de los candidatos de su partido para la Intendencia de Soriano, en las elecciones de 2010. Contó con el apoyo del Partido Socialista del Uruguay, del Partido Comunista del Uruguay, de la Vertiente Artiguista y de CAP-L, entre otros sectores.